# Ryan Christie
Ryan Christie (Kanada, Ontario, Beamsville, 1978. július 3. –) kanadai jégkorongozó.

## Karrier
Komolyabb junior karrierjét 1995-ben a Owen Sound Platersben kezdte az OHL-ben. Itt 1998-ig játszott. Közben az 1996-os NHL-drafton a Dallas Stars kiválasztotta őt az ötödik kör 112. helyén. Az OHL után az IHL-be került a Michigan K-Wings csapatába. A következő idényben felkerült az NHL-be a Dallasba öt mérkőzés erejéig és gyorsan visszaküldték a Michigan K-Wingsbe. 2000-ben a Utah Grizzlieshez került mely IHL-es csapat. 2001-ben a Calgary Flameshez került két mérkőzés erejéig majd két szezonra a Saint John Flameshez került az AHL-be. 2003-ban az ECHL-es Las Vegas Wranglers csapatát erősítette de szezon közben felkerült az AHL-es Toronto Roadrunnershöz. 2004–2007 között Európában játszott. Megfordult Franciaországban és Olaszországban. 2007 és 2014 között az ontariói senior ligában játszott a Dundas Real McCoysban és sikeres évei voltak.

## Díjai
- Francia bajnok: 2005
- MLH-bajnok: 2010, 2011
- MLH Első All Star Csapat: 2010
- ACH-bajnok: 2012
- Allan-kupa: 2014